# Nagčhu (prefektura)

Nagčhu na mapě TAO

Prefektura Nagčhu (Černá řeka, tibetsky ནག་ཆུ་ས་ཁུལ་, Wylie: Nag-chu Sa-khul; čínsky: 那曲地区; pchin-jin: Nàqū Dìqū) je největší prefektura v Tibetské autonomní oblasti, má rozlohu 570 000 km². Dnes se dělí na 11 okresů a hlavní město prefektury Nagčhu. Původně se tento kraj nacházel v tibetské části Ü-Cang. V roce 2009 zde žilo 363 000 obyvatel, z toho Tibeťané představovali až 99 %.

## Historie
Okres Lhari je rodištěm 11. dalajlámy.

## Geografie
Prefektura se nachází na severu TAO, na severovýchodě prefektura hraničí s provincií Čching-chaj, na severu s Autonomní oblastí Sin-ťiang, na západě s prefekturou Ngari, na jihu s prefekturami Žikace a Ňingthi a městskou částí Lhasa, a na východě s prefekturou Čhamdo.
Celá prefektura se nachází ve vysoké nadmořské výšce okolo 4000 metrů nad mořem v oblasti nazývané Čhangthang. Celá oblast je známá svými pastvinami pro dobytek. Na západě, který se nachází průměrně ve 4500 metrech žije mnoho divokých zvířat. Na východě s průměrnou nadmořskou výškou 3500 metrů rostou i nízké keře. V celém Nagčhu je velké množství jezer. Celoroční průměrná teplota regionu se pohybuje okolo 0 °C.

### Vodstvo
Celá oblast je velmi bohatá na jezera. V okrese Pälgon je známé jezero Namco.

### Administrativní členění
| Mapa | Mapa         | Mapa        | Mapa                  | Mapa   | Mapa          | Mapa                      | Mapa          | Mapa                    |
| ---- | ------------ | ----------- | --------------------- | ------ | ------------- | ------------------------- | ------------- | ----------------------- |
|      |              |             |                       |        |               |                           |               |                         |
| #    | Název okresu | tibetsky    | Wylieho transliterace | čínsky | pchin-jin     | obyvatelstvo (odhad 2003) | rozloha (km²) | hustota obydlení (/km²) |
| 1    | Nagčhu       | ནག་ཆུ་རྫོང་    | nag chu rdzong        | 那曲县 | Nàqū Xiàn     | 80,000                    | 16,195        | 5                       |
| 2    | Lhari        | ལྷ་རི་རྫོང་     | lha ri rdzong         | 嘉黎县 | Jiālí Xiàn    | 20,000                    | 13,056        | 2                       |
| 3    | Driru        | འབྲི་རུ་རྫོང་    | 'bri ru rdzong        | 比如县 | Bǐrú Xiàn     | 40,000                    | 11,680        | 3                       |
| 4    | Ňänrong      | གཉན་རོང་རྫོང་  | gnyan rong rdzong     | 聂荣县 | Nièróng Xiàn  | 30,000                    | 9,017         | 3                       |
| 5    | Amdo         | ཨ་མདོ་རྫོང་    | a mdo rdzong          | 安多县 | Ānduō Xiàn    | 30,000                    | 43,411        | 1                       |
| 6    | Šänca        | ཤན་རྩ་རྫོང་    | shan rtsa rdzong      | 申扎县 | Shēnzhā Xiàn  | 20,000                    | 25,546        | 1                       |
| 7    | Sog          | སོག་རྫོང་      | sog rdzong            | 索县   | Suǒ Xiàn      | 30,000                    | 5,744         | 5                       |
| 8    | Pälgön       | དཔལ་མགོན་རྫོང་ | dpal mgon rdzong      | 班戈县 | Bāngē Xiàn    | 30,000                    | 28,383        | 1                       |
| 9    | Dračhen      | སྦྲ་ཆེན་རྫོང་    | sbra chen rdzong      | 巴青县 | Bāqīng Xiàn   | 40,000                    | 10,326        | 4                       |
| 10   | Ňima         | ཉི་མ་རྫོང་     | nyi ma rdzong         | 尼玛县 | Nímǎ Xiàn     | 20,000                    | 72,499        | 0                       |
| 11   | Cchoňi       | མཚོ་གཉིས་རྫོང་  | mtsho gnyis rdzong    | 双湖县 | Shuānghú Xiàn | 10,000                    | 116,637       | 0                       |

## Ekonomika
Skrz prefekturu prochází dva nejdůležitější pozemní spoje Lhasy s Pekingem - dálnice G6 a tibetská železnice.